# 흐르는 것이 세월뿐이랴
《흐르는 것이 세월뿐이랴》는 1999년 1월 4일부터 1999년 1월 26일까지 방영된 MBC 월화 미니시리즈인데 연초부터 눈물나는 줄거리로 마음을 무겁게 한 데다가 '옛 연인' '이혼' 등 한국 드라마의 단골메뉴에서 벗어나지 못해 신선함이 떨어졌다는 지적이 있었다.
한편, 박근형이 분한 박민수 역은 당초 한국 아버지상의 대표적 인물인 최불암이 물망에 올랐으나 박근형의 '가식없는 연기'가 더 마음에 들어 변경됐다.

## 출연진
- 박근형 : 박민수
- 김윤경 : 금순
- 이영하 : 준일
- 채림 : 박정민
- 김주승 : 김성수
- 윤유선 : 박정희
- 김영옥 : 묵골댁
- 양미경 : 이 교수
- 선우재덕 : 태준
- 장진영
- 정슬기 : 박정수
- 권성덕
- 김종구
- 신국
- 정태섭
- 김영석
- 전미정
- 권창석
- 정한헌 : 기영
- 남나경
- 김승수
- 김일웅
- 최세환
- 송일국
- 함신영
- 허성수
- 최용학
- 조재혁
- 김아영
- 김상엽
- 구민지
- 강사현
- 오동훈
- 정의조
- 전혜윤
- 이정희
- 박현숙
- 정의현
- 고주희
- 권은아